# Chiton rhynchotus
Chiton rhynchotus är en blötdjursart som först beskrevs av de Rochebrune 1884.  Chiton rhynchotus ingår i släktet Chiton och familjen Chitonidae. Inga underarter finns listade i Catalogue of Life.